# NGC 4850
NGC 4850 is een lensvormig sterrenstelsel in het sterrenbeeld Hoofdhaar. Het hemelobject werd op 22 april 1865 ontdekt door de Duits-Deense astronoom Heinrich Louis d'Arrest.

## Synoniemen
- MCG 5-31-40
- ZWG 160.63
- NPM1G +28.0251
- DRCG 27-137
- PGC 44449